# Wojdan Shaherkani

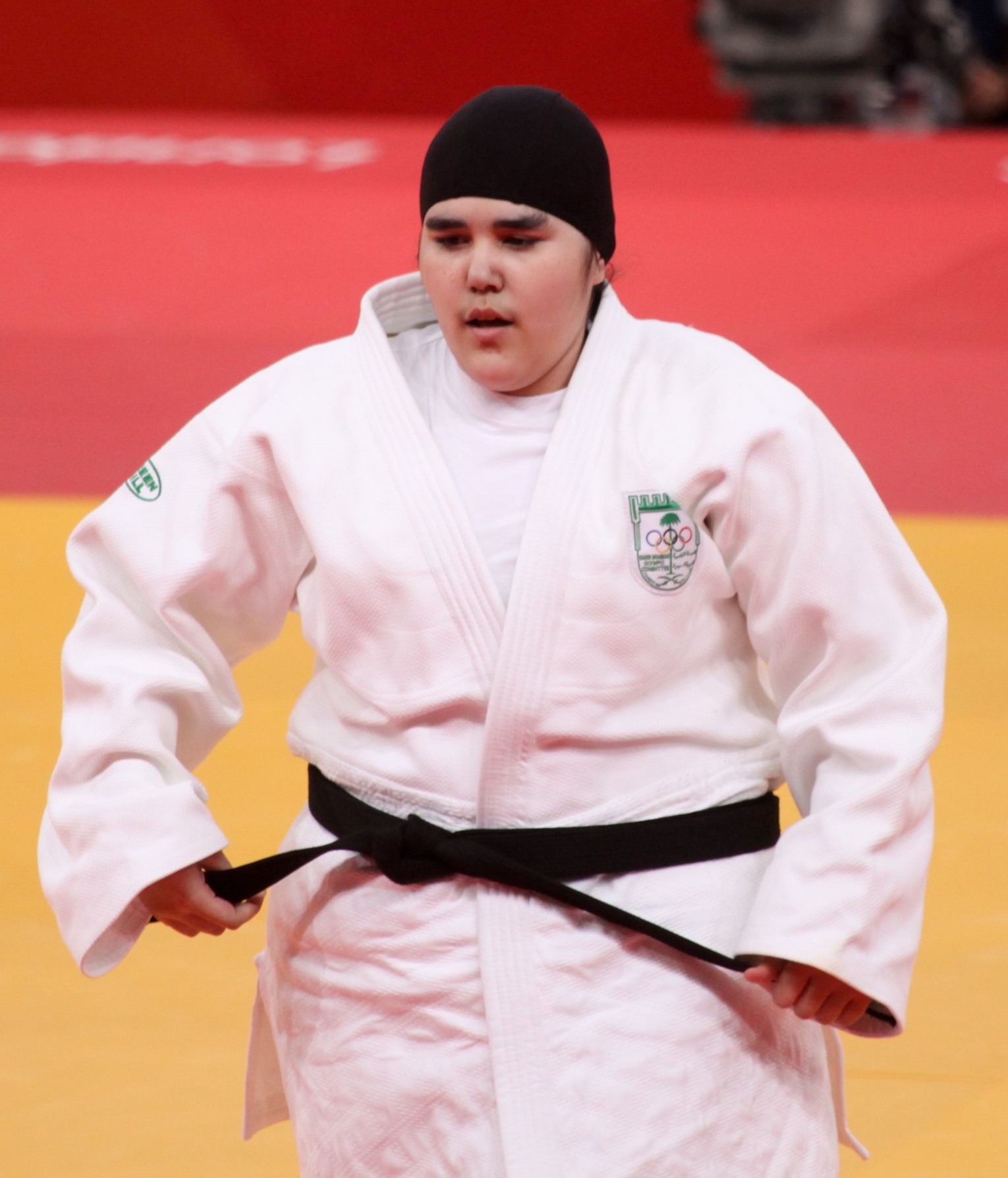
Wojdan Shaherkani, 2012

Wojdan Ali Seraj Abdulrahim Shaherkani (arabisch وجدان علي سراج الدين شهرخاني, DMG Wiǧdān ʿAlī Sirāǧ ad-Dīn Šahraḫānī; auch: Shahrkhani, * 1. Februar 1996 in Mekka)  ist eine saudi-arabische Judoka. Sie vertrat als eine von zwei Frauen Saudi-Arabien bei den Olympischen Sommerspielen 2012, wo sie in der Gewichtsklasse über 78 kg antrat. Beide waren gleichzeitig die ersten weiblichen Olympioniken ihres Landes.
Da sie sich nicht regulär qualifiziert hatte, wurde sie vom IOC eingeladen. Im Vorfeld der Spiele war es unklar, ob sie beim Wettkampf einen Hidschab tragen muss. Wojdan Shahrkhani verlor in der ersten Runde gegen die Puerto-Ricanerin Melissa Mojica.